# Чен Хао
Чен Хао (程顥, 1032 — 7 липня 1085) — китайський філософ, педагог, поет часів династії Сун, один з основоположників неоконфуціанства.

## Життєпис
Народився у 1032 році у м. Лоян (сучасна провінція Хенань). Походив із знатного чиновницького роду. Син Чен Сяна, провінційного чиновника. Разом з молодшим братом Чен І в 1046–1047 навчався у Чжоу Дуньї. У 1052 році отримав вищий вчений ступінь цзіньши. Служив чиновником для доручень при спадкоємці престолу, окружним інспектором, викладав в Лояні. Виступав проти реформ Ван Аньши, піддавав критиці ідеї зрівняльного перерозподілу землі, виступаючи за підтримку заможних господарств, в яких бачив гарант стійкості економічної і фіскальної системи. Помер 7 липня 1085 року.

## Філософія
Основними творами є «Дін сіншу» («Книга про встановлення індивідуальної природи»), «Шижень пянь» («Глави про пізнання гуманності»). Інші твори написав разом з братом Чен І. Вони були зведені у збірки «І шу» («Залишені після смерті») і «Ер Чен цюаньшу» («Повне зібрання творів двох братів Чен»).
Вважаючи «лі» загальним «принципом» природних і соціальних процесів, «змін і перетворень» (бяньхуа) в навколишньому світі, Чен Хао на відміну від Чен І уникав ставити акцент на первинність лі по відношенню до «пневми». Останню Чен Хао ототожнював з «оформленим» (юсін), тобто зі світом речей (у), а «неоформлене» (усін) вважав синонімом дао, «що не має ні початку, ні кінця». Ця теза була в рамках заперечення висунутої Чжан Цзаєм концепції «Великої порожнечі» (тайсюй) як єдиної загальносвітової «пневми» і джерела різноманіття речей.
На думку Чен Хао, «прояви неба і землі» є «прояви всього і мене»; хоча «принцип неба, землі і темряви речей (ваньу) передбачає обов'язкову наявність всередині себе протилежностей», але «щире і шанобливе серце» не протистоїть речам, бо воно тотожне Небу (тянь) — вищому природного початку, яке одночасно є універсальним" принципом". Тому «вичерпання власного серця» є способом «вичерпання принципу» (цюн лі) і «вичерпного пізнання своєї природи» (цзиньсін), яка є однією сутністністю природи Всесвіту. «Я сам є найкраща міра всього», бо при «зверненні до власного серця» усувається подвійність сприйняття світу нібито поділеного на «внутрішній» та «зовнішній».

## Поезія
Відзначався легким стиля вірша. Головними темами були: опис природи, пори року, оточуючих подій. Найвідомішими є «Раптово написав весняним днем», «Осінній місяць» «Гуляю уздовж греблі».